# ببرک خان
ببرک خان (پشتو: ببرک خان ځدراڼ؛ وفات حدود ۱۹۲۵ میلادی)، رئیس قبیله زدران و پدر سید اکبر ببرک (قاتل نخست‌وزیر پاکستان، لیاقت علی خان) و مزرک زدران (یکی از رهبران شورشی، شورش‌های قبیله‌ای افغان طی ۱۹۴۴ تا ۱۹۴۷ میلادی) بود.

## زندگی‌نامه

### اوایل زندگی
ببرک خان در منطقه آلمارا متولد شد. وی فرزند مزار خان (پشتو: مزار خان) بود. ببرک بیشتر دوران کودکی خود را در فقر گذراند.

### ریاست قبیله

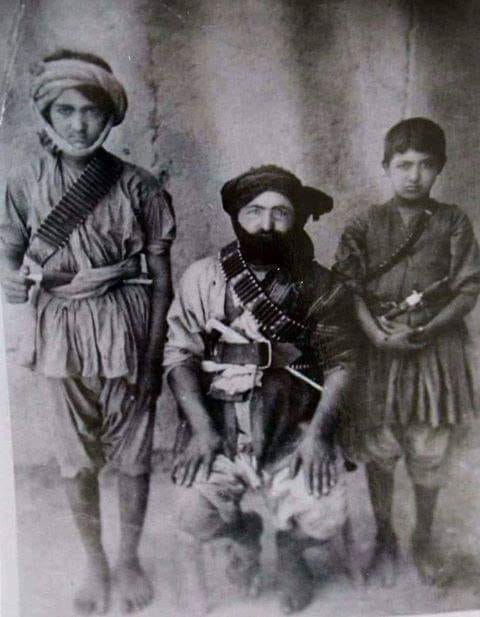
ببرک خان به همراه دوتا از فرزندانش

ببرک در سال ۱۸۹۸ میلادی پنج‌گروه خاصدار از قوم زدران را تحت فرمان‌دهی خود داشته و به نحوی با امیر عبدالرحمن خان تفاهم داشت، اما چندی بعد این گروه‌ها منحل شده و جای آن‌ها را نیروهای ارتشی گرفت. طبق لودویگ ادامیک وی در سرکوب شورش خوست در سال ۱۹۱۲ میلادی سهم داشت، در حالی که قبیله زدران (که وی ظاهراً رئیس آن بود) طبق «کتاب سالانه بریتانیکا ۱۹۱۳» علیه حکومت می‌جنگید. مردمان قبیله زدران قلعه وی را در ۱۹۱۳ میلادی آتش زدند. وی در ۱۹۱۷ میلادی ریاست هیئتی از ملِک‌های زدران را برعهده داشت و آن‌ها از ناظمِ خوست به‌منظور برقراری صلح با بریتانیایی‌ها دیدار نمودند. وی هم‌چنین سعی کرد تا مردمان قبیله زدران را از ایجاد مشکلات در مرز توچی بازدارد. ببرک هم‌راه با سید موسی شاه مندوزی در مارس ۱۹۱۹ به کابل رفتند تا بیعت خود به امان‌الله خان را پیشکش کنند. وی در ماه می پیغام‌رسان‌های را به میرانشاه و شیرانی فرستاد تا ملک‌ها را بسیج نماید. وی در جریان جنگ سوم افغان و انگلیس، ارتش افغانستان را تا متون هم‌راهی کرد و هم‌چنین گفته می‌شود که وی در حمله نادرخان به تال نیز اشتراک نموده‌است. وی به‌خاطر تلاش‌های که در جنگ انجام داده بود به رتبه افتخاری برید جنرال و نائب سالار ارتقا داده شد.

### مرگ و جانشینی
منابع پیرامون شرایط مرتبط به مرگ ببرک اختلاف نظر دارند. طبق رهنمودی بر جنگ‌های داخل-کشوری، شورشی در مارس ۱۹۲۴ در خوست ظهور کرد و قبیله زدران در میان قبایل مخالف حکومت افغانستان بود. لودویگ ادامیک و دیوید بی. ادوردز باهم اتفاق نظر دارند، که ببرک هنگام جنگ در شورش خوست کشته شد، اما در رابطه به سال آن اتفاق نظر ندارند- ادواردز سال مرگ ببرک را ۱۹۲۴ میلادی می‌گوید اما ادامیک آن را ۱۹۲۵ میلادی. طبق رهنمودی بر جنگ‌های داخل-کشوری، هم ادامیک و هم ادوردز می‌گویند که در این جنگ ببرک به نفع حکومت افغانستان و علیه قبیله خود جنگ کرد. اما، جورج فادرلنگ می‌گوید که خود ببرک شورش زدران را رهبری می‌کرد و هنگام جنگ بر علیه حکومت افغانستان جان باخت و پس از وی پسراش زمرک زدران جانشین وی شد. رئا تالی ستیورت ظاهراً با این ادعا که در جریان شورش خوست ببرک قبیله زدران را رهبری می‌کرد مخالفت نموده و می‌گوید که در آن زمان قبیله زدران تحت رهبری بورلند خان قرار داشت.

## خاندان
|                               |                               |                               |                               |                               |                               |                              |                              |                                                      |                                                      |                                                      |                                                      | مازر خان‏ ش. اواخر قرن ۱۹ میلادی                      |                                                      |                            |                            |                                                             |                                                             |                                                             |                                                             |                                                             |                                                             |          |          |                       |                       |                       |                       |                       |                       |  |  |                  |                  |                  |                  |                  |                  |  |  |  |  |  |  |  |  |  |  |  |  |
|                               |                               |                               |                               |                               |                               |                              |                              |                                                      |                                                      |                                                      |                                                      |                                                      |                                                      |                            |                            |                                                             |                                                             |                                                             |                                                             |                                                             |                                                             |          |          |                       |                       |                       |                       |                       |                       |  |  |                  |                  |                  |                  |                  |                  |  |  |  |  |  |  |  |  |  |  |  |  |
|                               |                               |                               |                               |                               |                               |                              |                              |                                                      |                                                      |                                                      |                                                      |                                                      |                                                      |                            |                            |                                                             |                                                             |                                                             |                                                             |                                                             |                                                             |          |          |                       |                       |                       |                       |                       |                       |  |  |                  |                  |                  |                  |                  |                  |  |  |  |  |  |  |  |  |  |  |  |  |
|                               |                               |                               |                               |                               |                               |                              |                              |                                                      |                                                      |                                                      |                                                      | بابک خان‏ وفات ۱۹۲۴ یا ۱۹۲۵                           | بابک خان‏ وفات ۱۹۲۴ یا ۱۹۲۵                           | بابک خان‏ وفات ۱۹۲۴ یا ۱۹۲۵ | بابک خان‏ وفات ۱۹۲۴ یا ۱۹۲۵ | بابک خان‏ وفات ۱۹۲۴ یا ۱۹۲۵                                  | بابک خان‏ وفات ۱۹۲۴ یا ۱۹۲۵                                  |                                                             |                                                             | خان محمد                                                    | خان محمد                                                    | خان محمد | خان محمد | خان محمد              | خان محمد              |                       |                       |                       |                       |  |  |                  |                  |                  |                  |                  |                  |  |  |  |  |  |  |  |  |  |  |  |  |
|                               |                               |                               |                               |                               |                               |                              |                              |                                                      |                                                      |                                                      |                                                      | بابک خان‏ وفات ۱۹۲۴ یا ۱۹۲۵                           | بابک خان‏ وفات ۱۹۲۴ یا ۱۹۲۵                           | بابک خان‏ وفات ۱۹۲۴ یا ۱۹۲۵ | بابک خان‏ وفات ۱۹۲۴ یا ۱۹۲۵ | بابک خان‏ وفات ۱۹۲۴ یا ۱۹۲۵                                  | بابک خان‏ وفات ۱۹۲۴ یا ۱۹۲۵                                  |                                                             |                                                             | خان محمد                                                    | خان محمد                                                    | خان محمد | خان محمد | خان محمد              | خان محمد              |                       |                       |                       |                       |  |  |                  |                  |                  |                  |                  |                  |  |  |  |  |  |  |  |  |  |  |  |  |
|                               |                               |                               |                               |                               |                               |                              |                              |                                                      |                                                      |                                                      |                                                      |                                                      |                                                      |                            |                            |                                                             |                                                             |                                                             |                                                             |                                                             |                                                             |          |          |                       |                       |                       |                       |                       |                       |  |  |                  |                  |                  |                  |                  |                  |  |  |  |  |  |  |  |  |  |  |  |  |
| مزرک زدران‏ ش. دهه ۱۹۰۰ – ۱۹۷۲ | مزرک زدران‏ ش. دهه ۱۹۰۰ – ۱۹۷۲ | مزرک زدران‏ ش. دهه ۱۹۰۰ – ۱۹۷۲ | مزرک زدران‏ ش. دهه ۱۹۰۰ – ۱۹۷۲ | مزرک زدران‏ ش. دهه ۱۹۰۰ – ۱۹۷۲ | مزرک زدران‏ ش. دهه ۱۹۰۰ – ۱۹۷۲ |                              |                              | سید اکبر بابرک‏ متولد ۱۹۲۱ یا ۱۹۲۲ وفات ۱۶ اکتبر ۱۹۵۱ | سید اکبر بابرک‏ متولد ۱۹۲۱ یا ۱۹۲۲ وفات ۱۶ اکتبر ۱۹۵۱ | سید اکبر بابرک‏ متولد ۱۹۲۱ یا ۱۹۲۲ وفات ۱۶ اکتبر ۱۹۵۱ | سید اکبر بابرک‏ متولد ۱۹۲۱ یا ۱۹۲۲ وفات ۱۶ اکتبر ۱۹۵۱ | سید اکبر بابرک‏ متولد ۱۹۲۱ یا ۱۹۲۲ وفات ۱۶ اکتبر ۱۹۵۱ | سید اکبر بابرک‏ متولد ۱۹۲۱ یا ۱۹۲۲ وفات ۱۶ اکتبر ۱۹۵۱ |                            |                            | شورش‌های قبیله‌ای افغان طی ۱۹۴۴ تا ۱۹۴۷ میلادی ش. ۱۹۲۵ – ۱۹۴۷ | شورش‌های قبیله‌ای افغان طی ۱۹۴۴ تا ۱۹۴۷ میلادی ش. ۱۹۲۵ – ۱۹۴۷ | شورش‌های قبیله‌ای افغان طی ۱۹۴۴ تا ۱۹۴۷ میلادی ش. ۱۹۲۵ – ۱۹۴۷ | شورش‌های قبیله‌ای افغان طی ۱۹۴۴ تا ۱۹۴۷ میلادی ش. ۱۹۲۵ – ۱۹۴۷ | شورش‌های قبیله‌ای افغان طی ۱۹۴۴ تا ۱۹۴۷ میلادی ش. ۱۹۲۵ – ۱۹۴۷ | شورش‌های قبیله‌ای افغان طی ۱۹۴۴ تا ۱۹۴۷ میلادی ش. ۱۹۲۵ – ۱۹۴۷ |          |          | ایزمیر‏ ش. ۱۹۲۵ – ۱۹۴۵ | ایزمیر‏ ش. ۱۹۲۵ – ۱۹۴۵ | ایزمیر‏ ش. ۱۹۲۵ – ۱۹۴۵ | ایزمیر‏ ش. ۱۹۲۵ – ۱۹۴۵ | ایزمیر‏ ش. ۱۹۲۵ – ۱۹۴۵ | ایزمیر‏ ش. ۱۹۲۵ – ۱۹۴۵ |  |  | ۵ یا ۱۴ نفر دیگر | ۵ یا ۱۴ نفر دیگر | ۵ یا ۱۴ نفر دیگر | ۵ یا ۱۴ نفر دیگر | ۵ یا ۱۴ نفر دیگر | ۵ یا ۱۴ نفر دیگر |  |  |  |  |  |  |  |  |  |  |  |  |
| مزرک زدران‏ ش. دهه ۱۹۰۰ – ۱۹۷۲ | مزرک زدران‏ ش. دهه ۱۹۰۰ – ۱۹۷۲ | مزرک زدران‏ ش. دهه ۱۹۰۰ – ۱۹۷۲ | مزرک زدران‏ ش. دهه ۱۹۰۰ – ۱۹۷۲ | مزرک زدران‏ ش. دهه ۱۹۰۰ – ۱۹۷۲ | مزرک زدران‏ ش. دهه ۱۹۰۰ – ۱۹۷۲ |                              |                              | سید اکبر بابرک‏ متولد ۱۹۲۱ یا ۱۹۲۲ وفات ۱۶ اکتبر ۱۹۵۱ | سید اکبر بابرک‏ متولد ۱۹۲۱ یا ۱۹۲۲ وفات ۱۶ اکتبر ۱۹۵۱ | سید اکبر بابرک‏ متولد ۱۹۲۱ یا ۱۹۲۲ وفات ۱۶ اکتبر ۱۹۵۱ | سید اکبر بابرک‏ متولد ۱۹۲۱ یا ۱۹۲۲ وفات ۱۶ اکتبر ۱۹۵۱ | سید اکبر بابرک‏ متولد ۱۹۲۱ یا ۱۹۲۲ وفات ۱۶ اکتبر ۱۹۵۱ | سید اکبر بابرک‏ متولد ۱۹۲۱ یا ۱۹۲۲ وفات ۱۶ اکتبر ۱۹۵۱ |                            |                            | شورش‌های قبیله‌ای افغان طی ۱۹۴۴ تا ۱۹۴۷ میلادی ش. ۱۹۲۵ – ۱۹۴۷ | شورش‌های قبیله‌ای افغان طی ۱۹۴۴ تا ۱۹۴۷ میلادی ش. ۱۹۲۵ – ۱۹۴۷ | شورش‌های قبیله‌ای افغان طی ۱۹۴۴ تا ۱۹۴۷ میلادی ش. ۱۹۲۵ – ۱۹۴۷ | شورش‌های قبیله‌ای افغان طی ۱۹۴۴ تا ۱۹۴۷ میلادی ش. ۱۹۲۵ – ۱۹۴۷ | شورش‌های قبیله‌ای افغان طی ۱۹۴۴ تا ۱۹۴۷ میلادی ش. ۱۹۲۵ – ۱۹۴۷ | شورش‌های قبیله‌ای افغان طی ۱۹۴۴ تا ۱۹۴۷ میلادی ش. ۱۹۲۵ – ۱۹۴۷ |          |          | ایزمیر‏ ش. ۱۹۲۵ – ۱۹۴۵ | ایزمیر‏ ش. ۱۹۲۵ – ۱۹۴۵ | ایزمیر‏ ش. ۱۹۲۵ – ۱۹۴۵ | ایزمیر‏ ش. ۱۹۲۵ – ۱۹۴۵ | ایزمیر‏ ش. ۱۹۲۵ – ۱۹۴۵ | ایزمیر‏ ش. ۱۹۲۵ – ۱۹۴۵ |  |  | ۵ یا ۱۴ نفر دیگر | ۵ یا ۱۴ نفر دیگر | ۵ یا ۱۴ نفر دیگر | ۵ یا ۱۴ نفر دیگر | ۵ یا ۱۴ نفر دیگر | ۵ یا ۱۴ نفر دیگر |  |  |  |  |  |  |  |  |  |  |  |  |
|                               |                               |                               |                               |                               |                               |                              |                              |                                                      |                                                      |                                                      |                                                      |                                                      |                                                      |                            |                            |                                                             |                                                             |                                                             |                                                             |                                                             |                                                             |          |          |                       |                       |                       |                       |                       |                       |  |  |                  |                  |                  |                  |                  |                  |  |  |  |  |  |  |  |  |  |  |  |  |
|                               |                               | دلاور خان‏ متولد ۱۹۳۹ یا ۱۹۴۰  | دلاور خان‏ متولد ۱۹۳۹ یا ۱۹۴۰  | دلاور خان‏ متولد ۱۹۳۹ یا ۱۹۴۰  | دلاور خان‏ متولد ۱۹۳۹ یا ۱۹۴۰  | دلاور خان‏ متولد ۱۹۳۹ یا ۱۹۴۰ | دلاور خان‏ متولد ۱۹۳۹ یا ۱۹۴۰ |                                                      |                                                      |                                                      |                                                      | محمد عمر ببرکزای‏ ش. ۱۹۸۰                             | محمد عمر ببرکزای‏ ش. ۱۹۸۰                             | محمد عمر ببرکزای‏ ش. ۱۹۸۰   | محمد عمر ببرکزای‏ ش. ۱۹۸۰   | محمد عمر ببرکزای‏ ش. ۱۹۸۰                                    | محمد عمر ببرکزای‏ ش. ۱۹۸۰                                    |                                                             |                                                             |                                                             |                                                             |          |          |                       |                       |                       |                       |                       |                       |  |  |                  |                  |                  |                  |                  |                  |  |  |  |  |  |  |  |  |  |  |  |  |

1. ↑  منابع در مورد این‌که ببرک خان چند فرزند داشت اختلاف نظر دارند – «جمنا داس اختر»[ج] می‌گوید که ببرک ۱۸ پسر داشت،[۱۱] درحالی که یک بررسی دولتی پاکستان تحت عنوان «ترور آقای لیاقت علی خان»[چ] می‌گوید که ببرک ۹ پسر داشت،[۱۲] دیوید بی. ادوارز می‌گوید که ببرک ۲ فرزند داشت،[۱۳] اما این رقم اشتباه به‌نظر می‌رسد، چون حداقل نام چهار فرزند ببرک معلوم است.
2. ↑  محمد عمر ببرک زی نوه ببرک خان بود،[۱۵] گرچه معلوم نیست که از کدام فرزند ببرک است.